# Joigny-sur-Meuse
Joigny-sur-Meuse é uma comuna francesa na região administrativa de Grande Leste, no departamento Ardenas. Estende-se por uma área de 3,85 km². Em 2010 a comuna tinha 687 habitantes (densidade: 178,4 hab./km²).